# Мостове (Мостівська сільська громада)
Мостове — село в Україні, центр Мостівської сільської територіальної громади Вознесенського району Миколаївської області.

## Герб
В зеленому щиті три золотих колоски в стовп, середній більший. В лазуровій главі срібний розімкнутий лет, в який вписана золота лілея. Лет взято з герба родини Ерделі.

## Населення

### Мова
Розподіл населення за рідною мовою за даними перепису 2001 року:
| Мова            | Кількість | Відсоток |
| --------------- | --------- | -------- |
| українська      | 1940      | 96.61%   |
| російська       | 45        | 2.24%    |
| румунська       | 14        | 0.70%    |
| гагаузька       | 4         | 0.20%    |
| вірменська      | 3         | 0.15%    |
| інші/не вказали | 2         | 0.10%    |
| Усього          | 2008      | 100%     |

## Історія

### Давня історія села
У результаті чергової російсько-турецької війни 1787—1792 р. і за умовами Яського мирного договору до Російської імперії відійшла велика територія між Південним Бугом і Дністром. Для захисту й освоєння її належало заселити, тому так звані «земельні дачі» надавалися різночинному люду безкоштовно на певних умовах.
У 1792 році земельну дачу в долині річки Чичиклея, на древньому торговельному шляху до Чорного моря, у місці, відомому серед чумацтва як Ляхова Могила, отримав надвірний радник Федір Григорович Паскевич (1757—1832), дворянин і поміщик Катеринославської та Могильовської губерній. На момент отримання земельного наділу він служив радником в Катеринославській Палаті Карного Суду. У 1797 р. одержав черговий класний чин колезького радника. Останнім часом служив у Малоросійській колегії при адміністрації генерал-фельдмаршала графа П. Румянцева-Задунайського. Він — батько Івана Федоровича Паскевича, відомого як генерал-фельдмаршал князь Іван Федорович Варшавський, граф Паскевич-Ериванський, імператорський намісник на Кавказі й у Царстві Польському.
Відповідно до існуючих умов, Ф. Г. Паскевич переселив сюди частину своїх кріпосних людей, у результаті чого на лівому березі Чичиклеї утворилося поселення, що одержало офіційну назву — село Привільне, яке відносилося до Ольвіопольського повіту Катеринославської губернії (намісництва). Таким чином, село, що пізніше було перейменоване в Мостове, було засноване в 1792 році.
У період між 1793 і 1797 роками земельний наділ уже у вигляді власницького маєтку «Привільне» був проданий Варварі Мілашевич, відомостей про яку нема. За підсумками 5-ї ревізії (1794 р.) у селі налічувалося 65 дворів, за поміщиком був записано 320 душ, у тому числі чоловічої статі — 178, жіночої — 142. В його околицях виникають нові земельні дачі й поселення: Змончиловка, хутір Терземанів, хутір Дворянка, хутір Томенка та ін. Усі вони згодом потрапляють в орбіту притягання с. Мостове.
У першому десятилітті XIX століття власником маєтку стає надвірний радник Іван Матвійович
Боровський. Орієнтовно, у 1808 році село Привільне було перейменоване в село Мостове, однак воно мало й іншу, неофіційну, назву «Ляхове» (за назвою місця — «Ляхова Могила»), яка довго використовувалася в деяких документах і на картах того часу, а в просторіччі — майже до самого кінця XX століття.
У 1806 році православними жителями села був відкритий молитовний будинок в ім'я Св. Апостола Іоанна Богослова. У грудні 1808 року власник маєтку Іван Матвійович Боровський звертається в єпархіальні інстанції із проханням про дозвіл на будівництва православного храму. У вересні 1809 року був отриманий дозвіл Святійшого Синоду, а в жовтні-грудні 1812 року нова церква була зведена й освячена во ім'я Святого Миколи Чудотворця.
Приблизно в цьому ж 1812 році, вийшовши у відставку з військової служби, у Мостовому юридично
з'являється новий власник — російський дворянин угорського походження поручик Яків Павлович Ерделі, родове гніздо якого знаходилося в Єлисаветградському повіті Херсонської губернії. Відповідно до заповіту Я. П. Ерделі, с. Мостове переходить у спадкове володіння його сина відставного підполковника артилерії Володимира Яковича, який вступив у успадкування після смерті батька в 1821 році. Із цього моменту Мостове набуває статусу родового маєтку Ерделі.
Практично вся суспільно-торговельна інфраструктура Мостового була створена під час діяльності цього поміщика (нею користуються й сьогодні). У селі була добре організована магазинна й базарна торгівля, процвітали ремесла й промисли, діяла православна церква та єврейська синагога, було почате будівництво гостинного двору. Розвиток села досяг такого рівня, що дозволив В. Я. Ерделі звернутися в жовтні 1826 року до Херсонського губернського правління із клопотанням про надання селу Мостове статусу містечка. Клопотання було задоволене, і такий статус був наданий у 1827 році, однак, із причини бюрократичних зволікань і чиновницької безвідповідальності, процедура затяглася на 23 роки й була юридично завершена лише в 1850 році. Тим не менше, впродовж усіх 23 років новий статус використовувався в офіційних правовідносинах і документах та вказувався на картах того часу.
У цей проміжок часу змінилося територіально-адміністративне підпорядкування Мостового. У зв'язку з ліквідацією Ольвіопольського повіту в 1828 році частина його території разом із містечком Мостове відійшли до Тираспольського повіту. У 1834 році із частини Тираспольського повіту був утворений новий повіт — Ананьївський, куди в новому статусі волосного містечка ввійшло Мостове. Цей його статус зберігався аж до територіально-адміністративних реформ радянських часів.
Одночасно з початком земських реформ у 60-х роках XIX століття в Ананьївському повіті почалися
прогресивні зміни у сфері сільської медицини та народної освіти. У 1866 році в Мостовому був заснований медичний пункт, а в наступному (1867) році — Мостівська земська міжволосна медична дільниця № 4 з лікарнею на 8 ліжок, де працювали дільничний лікар і два фельдшери. Із 1876 року дільницею керував чудовий лікар Сергій Афанасійович Ігнатовський, 1823 р. народження, випускник, імовірно, медичного факультету Київського імператорського університету св. Володимира. Він мешкав у м. Мостове й залишив по собі гучну й добру славу. До лікаря Ігнатовського їхали хворі не тільки зі штатних, а й із інших волостей і, навіть, губерній. Лікар такої ж слави з'явиться лише в повоєнному Мостовому XX століття — це Сергій Васильович Колпенський, універсальний спеціаліст і неординарна особистість.
У 1868 році в Мостовому відкрилася земська школа або, як вона називалася офіційно, земське
початкове народне училище. Школою опікувалася спочатку Серафима Петрівна, вдова В. Я. Ерделі, а пізніше — її син Микола Володимирович, офіційний попечитель від земства і добровільний фінансовий спонсор. З 1894 року в містечку почала діяти й церковно-приходська школа, завідував якою і навчав Закону Божому місцевий священик Ф.Зельницький, а грамоти навчала вчителька І.Бортовська; у 1895/1896 навчальному році тут навчалися 14 хлопчиків і 10 дівчаток.
Усе, чим може пишатися сучасне село Мостове створювалося представниками мостівської гілки роду Ерделі: від її засновника Якова Павловича до його правнука — Бориса Миколайовича. Син Володимира Яковича, Микола Володимирович Ерделі, потомствений дворянин і корінний мостівчанин, першу родову садибу із землею й службово-господарськими будівлями подарував у 1882 році для потреб Мостівської земської лікарні, якою жителі сіл Мостівської сільради користуються й сьогодні.
Прийнято вважати, що в цьому ж 1882 році Микола Володимирович заклав великий садибний парк — «Мостівський парк», що от уже 130 років є прикрасою села, а останнім часом — і об'єктом зеленого туризму. Постановою Ради Міністрів УРСР від 29 січня 1960 р. № 105 йому був наданий статус «Парк-пам'ятка садово-паркового мистецтва». Парк є також об'єктом державного заповідного фонду України. Наказом Міністерства освіти й науки, молоді та спорту України № 1243 від 31.10.2011 р. він рекомендований школам як об'єкт для проведення учнівських природничих екскурсій у Миколаївській області.
У період 1880—1881 рр. було завершене будівництво нової садиби з великим трирівневим палацом. Після жовтневого перевороту 1917 року він використовувався для різних потреб місцевої влади, а з 1952 року є головним корпусом Мостівської загальноосвітньої середньої школи.
У 1880 році в Мостовому з'явилася перша поштова скринька для відправлення кореспонденції, а в 1882 році, з ініціативи М. В. Ерделі, було відкрите поштове відділення — перше серед волосних центрів Ананьївського повіту. У 1909 році на його базі було відкрите телеграфне відділення. Ініціатором його заснування й фінансовим донором став син М. В. Ерделї — Борис Миколайович.
Мостове було одним із найбільших ринків найманої сільськогосподарської праці на півдні України. Якщо за сезон на одеському ринку брали участь до 5 тис. шукачів роботи, то в Мостовому — до 9 тис.
У 1916 році в містечку Мостове налічувалося 320 дворів і 1617 чоловік населення.

### Радянський час
У 1920 році із частини Херсонської була заснована Одеська губернія, у зв'язку з чим Мостівська волость була підпорядкована Вознесенському повіту Одеської губернії.
У 1923 році в Одеській губернії була створена Первомайська округа, до якого входив Кантакузівський район (Кантакузенка) із містечком Мостове.
У 1935 році в Одеській області було створено 20 нових районів, у т.ч. Мостівський із центром у с. Мостове.
У 1954 році Мостівський район був переданий до складу Миколаївської області. Статус райцентру сприяв деякому розвитку села, але в результаті чергової територіально-адміністративної реорганізації 21.01.1959 року Мостівський район був ліквідований, а саме Мостове ненадовго ввійшло до Веселинівського району.
На підставі Указу Президії ВР УРСР від 30 грудня 1962 р., у січні 1963 року проведене укрупнення сільських районів Миколаївської області, у результаті чого село було перепідпорядковане Доманівському району, у складі якого перебуває й сьогодні.

### У незалежній Україні
У 2016 році село стало центром об'єднаної територіальної громади у складі Вознесенського району Миколаївської області.